# 孙燕姿获奖与提名列表
| 獲得的獎項與提名      | 獲得的獎項與提名 | 獲得的獎項與提名 |
| --------------------- | ---------------- | ---------------- |
| 頒獎典禮              | 獲獎             | 提名             |
| 臺灣金曲獎            | 2                | 14               |
| MTV日本音乐录影带大奖 | 1                |                  |
| MTV亚洲大奖           | 5                |                  |

新加坡歌手孙燕姿迄今入围与获得大量奖项与殊荣。孙燕姿迄今共获得2座台灣金曲奖，并且是第一位新加坡歌后和金曲新人王（最佳新人+最佳歌手）；5次获得MTV亚洲大奖；7次获得香港IFPI十大销量国语唱片奖；2度赢得台湾唱片销量总冠军。

## 音乐奖项

### 2000年
| 颁奖典礼               | 所获奖项                           |
| 台湾民生报             | 千禧十大偶像--新世纪最具潜力新人奖 |
| 2000年台湾Hito百大单曲 | 04 爱情证书 33 天黑黑              |
| 香港TVB8金曲榜         | 最佳新人奖                         |
| 香港电台               | 最具潜力新人奖（金奖）             |
| 香港新城电台           | 年度最佳新人奖                     |
| 香港新城劲爆颁奖礼     | 新城劲爆新登场海外歌手             |
| 新加坡金曲奖           | 最具潜力本地新人奖                 |

### 2001年
| 颁奖典礼                           | 所获奖项 |
| 第一届全球华语歌曲排行榜           | 二十大金曲（我要的幸福） |
| 第一届音乐风云榜                   | 港台年度最佳新人 港台年度十大金曲（天黑黑） |
| 第三届CCTV-MTV音乐盛典             | 台湾地区年度最佳新人 |
| 第一届中国原创音乐流行榜           | 台湾地区最佳新人 台湾地区最佳女歌手 |
| 第七届全球华语榜中榜（Channel[V]） | 最佳新人 最受欢迎歌曲（爱情证书） |
| 第十二届台湾金曲奖                 | 【获得】 最佳新人奖--孙燕姿《孙燕姿同名专辑》 最佳作曲奖--李偲菘/天黑黑《孙燕姿同名专辑》 最佳编曲奖--Martin Tang/我要的幸福《我要的幸福》 【入围】 最佳国语女演唱人--孙燕姿《我要的幸福》 最佳流行音乐演唱专辑--孙燕姿《我要的幸福》 最佳编曲奖--黄中岳/零缺点《我要的幸福》 |
| 第一届MTV封神榜音乐奖（台湾）      | 十大人气歌手 |
| 中国时报2000娱乐周报（2001颁发）   | 年度最佳新人奖 |
| 2001年台湾Hito百大单曲             | 第1名--任性 15 开始懂了 20 风筝 29 我要的幸福 |
| 中华音乐人交流协会（台湾）         | 2000年度十大优良单曲（天黑黑） |
| 香港TVB8金曲榜                     | 最佳音乐录影带奖（天黑黑） |
| 第23届香港十大中文金曲             | 最有前途新人奖（优异奖） |
| 马来西亚第一届金曲红人颁奖礼       | 最受欢迎红人新人奖（金奖） 年度最佳红人金曲 年度十大红人金曲（我要的幸福） |
| 新加坡金曲奖                       | 最佳新人 最佳本地歌手 年度最畅销专辑（《我要的幸福》） 十大金曲（我要的幸福） 十大金曲（开始懂了） 最佳本地作曲（我要的幸福/李伟菘） 最佳唱片制作（《我要的幸福》/李伟菘李偲菘）                                                                                              |

### 2002年
| 颁奖典礼                                                                  | 所获奖项 |
| 第二届全球华语歌曲排行榜                                                  | 最受欢迎女歌手 最佳专辑（《Leave》） 20大金曲（我不爱） 新加坡地区杰出艺人                                                    |
| 第二届音乐风云榜                                                          | 台湾年度最佳女歌手 港台年度十大杰出金曲（风筝）                                                                               |
| 华语流行乐传媒大奖（第二届）                                              | 十大华语歌曲（我要的幸福） |
| 第十三届台湾金曲奖                                                        | 【入围】 最佳国语女演唱人--孙燕姿《风筝》 最佳流行音乐演唱专辑--孙燕姿《风筝》 最佳音乐录影带--风筝《风筝》                   |
| 2002年台湾Hito百大单曲                                                    | 08 我不爱 14 Hey Jude 68 爱从零开始                                                                                           |
| 第二届MTV封神榜音乐奖（台湾）                                             | 十大人气歌手 |
| 中国时报2001年度十大颁奖典礼                                              | 十大超人气偶像 十大专辑（《风筝》）                                                                                           |
| 2001年发烧排行榜“十大KISS发烧星”颁奖典礼 KISS Radio电台举办（2002年颁发） | 票选十大歌手获得第一名 |
| 第24届香港十大中文金曲                                                    | 全国最受欢迎女歌手铜奖 【女歌手金奖：王菲、银奖：郑秀文、铜奖：孙燕姿】 【男歌手金奖：刘德华、银奖：谢霆锋/孙楠、铜奖：羽泉】 |
| 新城国语力颁奖礼2002                                                      | 新城国语力最佳歌曲奖（风筝）                                                                                                  |
| 2001香港IFPI唱片销量大奖（2002年颁发）                                    | 十大销量国语唱片（《风筝》）                                                                                                  |
| 2001香港IFPI颁奖典礼（2002年颁发）                                        | 香港IFPI年度国语畅销女歌手 |
| 新加坡金曲奖                                                              | 最受欢迎女歌手 最佳本地女歌手 年度最畅销女歌手专辑（《Start自选集》）                                                         |
| 新加坡联合早报                                                            | 影响2002流行音乐风云人物 第一届亚洲人气偶像50强票选第四名                                                                     |
| 第一届MTV亚洲大奖                                                         | 新加坡地区最受欢迎歌手奖 |

### 2003年
| 颁奖典礼                                                                        | 所获奖项 |
| 第三届全球华语歌曲排行榜                                                        | 最受欢迎女歌手 最受欢迎女歌手五强 最佳专辑（《未完成》） 年度金曲（神奇） 新加坡地区杰出艺人奖 |
| 第三届音乐风云榜                                                                | 港台地区最佳女歌手 台湾地区最受欢迎女歌手 港台年度十大杰出金曲（直来直往） |
| 2002 MusicRadio中国TOP排行榜 2003年颁发，当时还叫做：2002Music IN中国流行歌曲榜 | 台湾最受欢迎女歌手 港台十大金曲（懂事） |
| 第四届中国金唱片奖                                                              | 新人奖 |
| 华语流行乐传媒大奖（第三届）                                                    | 最佳女歌手 十大华语唱片《Leave》 |
| 第五届CCTV-MTV音乐盛典                                                          | 台湾地区年度最佳女歌手 |
| 第九届全球华语音乐榜中榜（2003.1.19举行）                                       | 港台最受欢迎女歌手 |
| 首届天地英雄榜（2003.12.16上海）                                                | 年度最受欢迎港台歌手 |
| 第一届G-music风云榜白金音乐奖                                                   | 白金女歌手 十大金碟《Start自选集》 十大金碟《Leave》 |
| 台湾KISS Radio2002十大发烧星（2003年颁发）                                      | 票选第一名 |
| 中华音乐人交流协会（台湾）                                                      | 2002年度十大优良单曲（一样的夏天） |
| 2003 HITO流行音乐奖                                                             | 年度HITO女歌手 海外歌手奖--新加坡 年度HITO华语歌曲（我不爱） |
| 2003年台湾Hito百大单曲                                                          | 第一名遇见 16 我不难过 39 神奇 53 Tonight I feel close to you |
| 第25届香港十大中文金曲颁奖礼（2003.1.17）                                       | 全国最受欢迎女歌手银奖 【女歌手金奖：陈慧琳、银奖：孙燕姿、铜奖：莫文蔚】 【男歌手金奖：刘德华、银奖：周杰伦/陶喆、铜奖：孙楠】                                                                                 |
| 2002香港IFPI唱片销量大奖（2003颁发）                                            | 十大畅销国语唱片《Start自选集》 十大畅销国语唱片《Leave》 |
| 第26届香港十大中文金曲颁奖礼（2003.12.19）                                      | 全国最受欢迎女歌手奖金奖 【女歌手金奖：孙燕姿、银奖：梁咏琪、铜奖：陈慧琳】 【男歌手金奖：刘德华、银奖：陶喆、铜奖：周杰伦】 优秀流行歌手大奖 全国最受欢迎中文歌曲奖铜奖（遇见） 优秀流行国语歌曲奖银奖（遇见） |
| 新城国语力颁奖礼2003                                                            | 新城国语力歌曲-神奇 |
| 马来西亚第三届金曲红人颁奖礼                                                    | 年度十大红人金曲（神奇） 十大最受推崇红人金曲奖（遇见） |
| 第八届新加坡词曲版权协会奖                                                      | 最佳本地歌手 |
| 新加坡金曲奖                                                                    | 亚太最受推崇女歌手 最受欢迎女歌手 最佳本地歌手 |
| 新加坡联合早报                                                                  | 第二届亚洲人气偶像50强票选第二名 |
| 第二届MTV亚洲大奖                                                               | 新加坡地区最受欢迎歌手奖 |

### 2004年
| 颁奖典礼                                            | 所获奖项                                                                                                   |
| 第四届全球华语歌曲排行榜                            | 最受欢迎女歌手 最受欢迎女歌手五强 年度20大金曲-遇见 新加坡地区杰出艺人奖                                   |
| 第四届音乐风云榜                                    | 台湾最受欢迎女歌手 港台十大金曲（遇见） 年度最佳影视歌曲（遇见）                                           |
| 第十一届中国歌曲排行榜（2003年度）（2004.3.17举行） | 年度最受欢迎港台地区歌曲奖（遇见）                                                                         |
| 2003MusicRadio中国TOP排行榜（2004举行）             | 台湾地区最受欢迎女歌手 港台年度最佳唱片《未完成》 港台年度金曲（遇见）                                     |
| 第十届全球华语音乐榜中榜                            | 最佳十首歌曲（遇见） 最佳录影带（我不难过）                                                                |
| 华语流行乐传媒大奖（第四届）                        | 十大华语歌曲--遇见                                                                                         |
| 第三届MTV封神榜音乐奖（2004.8.5）                   | TOP20人气歌手 最受欢迎KTV点播奖                                                                            |
| 2004Hito流行音乐奖                                  | 年度票选最受欢迎女歌手 HITO海外歌手奖-新加坡 年度HITO听众最爱歌曲（遇见） 年度HITO十大华语歌曲（遇见）     |
| 2004年台湾Hito百大单曲                              | 05 我的爱 26 同类 39 奔                                                                                    |
| 中华音乐人交流协会（台湾）                          | 2003年度十大优良单曲（遇见）                                                                               |
| 2003香港CASH金帆音乐奖（2004年颁发）                | 最佳女歌手演绎奖                                                                                           |
| 2003香港IFPI唱片销量大奖（2004年颁发）              | 十大畅销国语唱片《The Moment》 十大畅销国语唱片《未完成》                                                  |
| 新加坡金曲奖                                        | 最佳本地歌手 亚洲最高点播率金奖（遇见） 十大金曲（遇见）                                                   |
| 第九届新加坡词曲版权协会奖                          | 最佳本地歌手                                                                                               |
| 第三届MTV亚洲大奖                                   | 新加坡地区最受欢迎歌手奖                                                                                   |
| 2003年度加拿大至Hit中文歌曲排行榜                   | 全国最受推崇国语女歌手 全国最受推崇十大国语歌曲（遇见） 最受欢迎点唱国语歌（遇见） 最受欢迎国语K歌（遇见） |

### 2005年
| 颁奖典礼                                                              | 所获奖项 |
| 第五届全球华语歌曲排行榜                                              | 年度最佳对唱歌曲（原点） |
| 第五届音乐风云榜                                                      | 港台最佳女歌手 台湾最受欢迎女歌手 最佳年度录影带（奔） 港台十大金曲（我的爱） |
| 第十二届中国歌曲排行榜（又称2004年度北京 流行音乐典礼）（2005年举行） | 港台最受欢迎女歌手 港台最受欢迎歌曲（我的爱） |
| 第十二届东方风云榜                                                    | 全能艺人 华语五强之新加坡最受欢迎歌手 |
| 2004MusicRadio中国TOP排行榜（2005年举行）                             | 港台最受欢迎女歌手 港台年度最佳唱片（《Stefanie》） 港台年度金曲（我的爱） |
| 第十届中国原创歌曲颁奖晚会                                            | 港台最受欢迎女歌手 |
| 第二届《劲歌王》总选颁奖礼(2005.5.22)                                 | 台湾最受欢迎女歌手 国语金曲（我的爱） |
| 2005台湾HITO流行音乐奖                                                | 年度HITO海外歌手新加坡 年度HITO十大华语歌曲（我的爱） |
| 2005年台湾Hito百大单曲                                                | 10 第一天 22 眼泪成诗 53 Honey Honey |
| 中华音乐人交流协会（台湾）                                            | 2004年度十大专辑《Stefanie》 2004年度十大优良单曲（同类） |
| 第十六届台湾金曲奖                                                    | 【获得】 最佳国语女演唱人奖--孙燕姿《Stefanie同名专辑》 【入围】 最佳国语流行音乐演唱专辑奖--孙燕姿《Stefanie同名专辑》 最佳作曲奖--李偲菘/同类《Stefanie同名专辑》 最佳音乐录影带导演奖--黄中平/奔《Stefanie同名专辑》 |
| 2004香港IFPI唱片销量大奖（2005年举行）                                | 十大畅销国语唱片《Stefanie》 |
| 2004香港CASH金帆音乐奖（2005年颁）                                    | 最佳女歌手演绎奖 |
| 2005年香港TVB8金曲榜颁奖典礼                                          | 年度最佳女歌手 十大金曲-（我的爱） |
| 第27届香港十大中文金曲颁奖礼（2005.1.19）                             | 全国最受欢迎歌手银奖 【女歌手金奖：陈慧琳、银奖：孙燕姿、铜奖：容祖儿】 【男歌手金奖：刘德华、银奖：周杰伦、铜奖：李克勤】 优秀流行国语歌曲铜奖（我的爱）                                                               |
| 第一届马来西亚全球华人金艺奖                                          | 最受欢迎新加坡区歌手 五大金艺金曲（我的爱） |
| 2005MTV日本音乐录影带大奖                                             | 最佳大中华歌手 |
| 新加坡金曲奖                                                          | 亚太最受推崇女歌手 最佳演绎女歌手 最佳本地女歌手 顶尖金曲（同类） |
| 第四届MTV亚洲大奖                                                     | 新加坡地区最受欢迎歌手 |
| 2004年度加拿大至Hit中文歌曲排行榜                                     | 全国最受推崇国语女歌手 全国推崇十大国语歌曲：《奔》 |

### 2006年
| 颁奖典礼                                                                                | 所获奖项 |
| 第六届全球华语歌曲排行榜                                                                | 最受欢迎女歌手 最佳专辑《完美的一天》 最受欢迎女歌手五强 二十大最受欢迎金曲（完美的一天） 新加坡地区杰出歌手                                               |
| 第六届音乐风云榜                                                                        | 港台最佳女歌手 港台地区最受欢迎女歌手 三地联颁奖--女歌手（港、台、内地最佳女歌手）                                                                         |
| 2005MusicRadio中国TOP排行榜（2006年举行）                                               | 当晚最后一项压轴大奖：港台年度最佳唱片--孙燕姿《完美的一天》 年度最畅销女歌手 年度最TOP金曲奖（NO.1）--（完美的一天） 港台年度金曲（15首）--（完美的一天） |
| 2005年度北京流行音乐典礼（即：2005年度中歌榜， 中国歌曲排行榜的第十三届）（2006年举行） | 年度最受欢迎女歌手 |
| 第十七届台湾金曲奖                                                                      | 【入围】 最佳国语女演唱人奖--孙燕姿《完美的一天》 最佳作曲奖--虞洋/完美的一天《完美的一天》                                                                |
| 2006HITO流行音乐奖                                                                      | 票选最受欢迎女歌手 |
| 2006年台湾Hito百大单曲                                                                  | 37 雨天 |
| 2005年度Start榜（2006年举行）                                                           | 最受欢迎女歌手 最佳作曲人-陈建宁、阿信、孙燕姿/ 第一天 十大专辑--完美的一天 25大金曲--第一天、隐形人、原点、梦不落                                         |
| 华众曲宠2006TVBS华语金曲榜                                                              | 最受欢迎女歌手 音乐人推荐歌手 十大专辑-完美的一天 |
| 2005香港IFPI唱片销量大奖（2006年举行）                                                  | 十大畅销国语唱片-完美的一天 |
| 第28届香港十大中文金曲（2006.1.23）                                                     | 全国最受欢迎歌手银奖 【女歌手金奖：容祖儿、银奖：孙燕姿、铜奖：蔡依林】 【男歌手金奖：刘德华、银奖：陈奕迅、铜奖：李克勤）                                 |
| 第11届新加坡词曲版权协会奖                                                              | 最佳本地歌手 最佳本地中文流行歌曲（我的爱） |
| 2005年度加拿大至Hit中文歌曲排行榜                                                       | 全国最受推崇国语女歌手 全国推崇十大国语歌曲：《完美的一天》                                                                                                |

### 2007年
| 颁奖典礼                             | 所获奖项 |
| 第七届全球华语歌曲排行榜             | 最受欢迎女歌手 最佳专辑《逆光》 最受欢迎女歌手五强 新加坡地区杰出歌手 二十大最受欢迎金曲（我怀念的）                        |
| 中国原创歌曲总评榜                   | 专辑最佳销量大奖《逆光》 最佳专辑专业评审团大奖《逆光》 最佳表演大奖                                                        |
| 第六届中国金唱片奖                   | 最佳音乐录影带奖--逆光 |
| 2007年台湾Hito百大单曲               | 09 我怀念的 32 逆光 70 咕叽咕叽                                                                                             |
| 2006香港IFPI唱片销量大奖（2007颁发） | 十大畅销国语唱片《Yan Zi Live Concert in Hong Kong》 【孙燕姿飞跃红磡演唱会live专辑】                                       |
| 2007香港CASH金帆音乐奖               | 最佳女歌手演绎奖 |
| 2007劲歌金曲优秀选(第一回)           | 最受欢迎国语歌曲（我怀念的）                                                                                                |
| 新加坡金曲奖                         | 最受欢迎女歌手 亚洲传媒大奖 年度专辑大奖《逆光》 十大金曲奖（我怀念的） 十大金曲奖（雨天） 龙虎榜停榜最久单曲奖（我怀念的） |

### 2008年
| 颁奖典礼                                  | 所获奖项 |
| 2007MusicRadio中国TOP排行榜（2008年举行） | 港台最TOP金曲（我怀念的） 港台年度金曲（我怀念的） |
| 第十九届台湾金曲奖                        | 【入围】 最佳国语女歌手--孙燕姿《逆光》 最佳国语专辑--孙燕姿《逆光》 年度最佳歌曲--孙燕姿/逆光《逆光》 最佳作词人奖--廖莹如/逆光《逆光》 最佳编曲人奖--Martin Tang/逆光《逆光》 |
| 2008HITO流行音乐奖                        | 票选最受欢迎女歌手 年度HITO海外歌手新加坡 年度十大华语歌曲（我怀念的） 年度HITO女K歌（我怀念的）                                                                                |
| 2007KKBOX数位音乐风云榜（2008举行）       | 年度风云十大歌手 |
| 2007香港IFPI唱片销量大奖（2008年举行）    | 十大畅销国语唱片《逆光》 |
| 新加坡联合晚报e乐大奖                     | 最好听专辑冠军 最辣本地姜 |
| 第13届新加坡词曲版权协会奖                | 最佳本地歌手 |
| 2007年度加拿大至Hit中文歌曲排行榜         | 全国推崇十大国语歌曲：《我怀念的》 |
| 第六届MTV亚洲大奖（2008年举行）           | 新加坡最受欢迎歌手奖 |

### 2009年
| 颁奖典礼                                       | 所获奖项                         |
| 见证十年•娱乐大典（光线传媒举办）              | 娱乐十年港台最具影响力女歌手     |
| 2009年北京地区演唱会票房十强（票务网官方统计） | 第三名--孙燕姿                   |
| 第14届新加坡词曲版权协会颁奖礼                 | 最佳本地中文流行歌曲（我怀念的） |
| 第一届新加坡E乐大赏                            | 最具人气女歌手 最具人气本地歌手  |

### 2010年
| 颁奖典礼             | 所获奖项                                                            |
| 音乐风云榜十年盛典   | 十年十大最具影响力音乐人物（港台） 十年港台十大金曲（遇见）         |
| 第二十一届台湾金曲奖 | 【入围】 最佳单曲制作人奖--李偲菘.李伟菘/木兰情《花木兰电影原声带》 |
| 第二届新加坡E乐大赏  | e乐人气女歌手                                                       |

### 2011年
| 颁奖典礼                 | 所获奖项 |
| 2011年台湾Hito百大单曲   | 04 当冬夜渐暖 31 愚人的国度 43 世说心语 |
| 第三届新加坡E乐大赏      | e乐本地最佳作词---孙燕姿《她说》 |
| 第17届新加坡金曲奖       | 最受欢迎女歌手 亚洲传媒大奖 最佳专辑制作人 933醉心龙虎榜顶尖金曲十大金曲《当冬夜渐暖》 榜上风光奖《世说心语》、《当冬夜渐暖》、《愚人的国度》、《明天的记忆》、《空口言》 |
| 第11届全球华语歌曲排行榜 | 最受欢迎女歌手五强 二十大最受欢迎金曲（当冬夜渐暖） |

### 2012年
| 颁奖典礼                                          | 所获奖项                                                                                     |
| 第二十三届台湾金曲奖                              | 【入围】 最佳国语女歌手--孙燕姿《是时候》                                                    |
| 中歌榜“2011年度北京流行音乐典礼”（2012.1.19举行） | 港台年度最受欢迎女歌手 年度金曲（是时候）                                                    |
| 第二届全球流行音乐金榜                            | 二十大金曲--当冬夜渐暖                                                                       |
| 2011年度加拿大至Hit中文歌曲排行榜                 | 全国推崇十大国语歌曲：《愚人的国度》                                                         |
| 马来西亚娱协奖                                    | 最佳海外演绎歌手奖《当冬夜渐暖》 国际组十大原创歌曲奖《当冬夜渐暖》 最佳作曲奖《当冬夜渐暖》 |

### 2013年
| 颁奖典礼            | 所获奖项                                            |
| 第五届新加坡E乐大赏 | 最具人气女歌手 最具人气本地歌手 《晚报e乐》劲爆新闻 |

### 2014年
| 颁奖典礼                                    | 所获奖项                                                                                       |
| 第十九屆新加坡金曲獎                        | 最佳專輯獎《克卜勒》 最佳演繹女歌手獎 最受歡迎女歌手獎 933醉心龍虎榜年度頂尖金曲〈天使的指紋〉 |
| 2014 iTunes年度最佳音樂（台灣及新加坡地區） | 年度最佳專輯《克卜勒》                                                                         |
| 2014 Hit Fm年度百首單曲                     | 02 克卜勒 15 天使的指紋 36 無限大                                                              |
| 博客來年度百大                              | 2014年度華語暢銷歌手 TOP.2                                                                     |
| 第14届全球华语歌曲排行榜                    | 最受欢迎女歌手五强 二十大最受欢迎金曲（天使的指纹）                                            |

### 2015年
| 颁奖典礼                    | 所获奖项                                                                     |
| 2014 Hit Fm年度十大專輯     | 十大專輯《克卜勒》                                                           |
| 第五屆全球流行音樂金榜      | 年度最佳女歌手 UFM100.3點播冠軍〈尚好的青春〉 年度20大金曲〈克卜勒〉         |
| 2015 HITO流行音樂獎頒獎典禮 | Hito年度十大華語歌曲〈克卜勒〉 Hito長壽專輯《克卜勒》 Hito海外歌手（新加坡） |
| 2015 Hit Fm年度百首單曲     | 31 Radio                                                                     |
| 中華音樂人交流協會          | 2014年度十大專輯《克卜勒》 2014年度十大單曲〈克卜勒〉                        |
| 第26届台湾金曲奖            | 【入圍】 最佳單曲製作人獎--孫燕姿/克卜勒《克卜勒》                           |
| 2015 Mnet亞洲音樂大獎       | 最佳亞洲藝人獎（新加坡）                                                     |
| 第15届全球华语歌曲排行榜    | 最受欢迎女歌手五强                                                           |

### 2016年
| 颁奖典礼                | 所获奖项      |
| 2016 Hit Fm年度百首單曲 | 87 在，也不見 |

### 2017年
| 颁奖典礼                | 所获奖项                           |
| 2017 Hit Fm年度十大專輯 | 十大專輯《No. 13作品：跳舞的梵谷》 |
| 2017 Hit Fm年度百首單曲 | 06 風衣 16 我很愉快 40 跳舞的梵谷  |
| 博客來年度百大          | 2017年度暢銷華語歌手 TOP.4         |

### 2018年
| 頒獎典禮               | 所獲獎項 |
| 第二十九届台湾金曲奖   | 【入围】 最佳单曲制作人奖--Kenn C、孙燕姿/跳舞的梵谷《跳舞的梵谷》 最佳编曲人奖--Kenn C/跳舞的梵谷《跳舞的梵谷》 |
| 第八屆全球流行音樂金榜 | 年度最受歡迎女歌手 年度二十大金曲〈跳舞的梵谷〉                                                                  |
| 2018 HITO流行音樂獎    | 最受歡迎女歌手 Hit Fm聽眾最愛情歌〈風衣〉                                                                        |

### 2019年
| 颁奖典礼                | 所获奖项        |
| 2019 Hit Fm年度百首單曲 | 95 守護永恆的愛 |